# Sosonka (Soumy)
Pour les articles homonymes, voir Sosonka.
Sosonka est un village ukrainien de l’oblast de Soumy et du raïon d'Okhtyrka.